# Dzsagfar tarihi
A Dzsagfar tarihi (Cäğfär taríxı, bolgár Джагфар тарихъ, (tatárul: Җәгъфәр тарихы, oroszul: Джагфар тарихы, jelentése: Dzsagfar krónika) egy vitatott hitelességű történelmi forrásmű, mely a bolgárok, kazárok és más eurázsiai nomád népek történetét, háborúit, viszonyait írja le. A mű közreadója szerint a XIII–XVII. században íródott krónikákból a XVII. században összeállított terjedelmes gyűjtemény.  Hitelességét vitatják, mivel állítólag nagyon későn a korai újkorból (XVII. századból) származhat az állítólagos eredeti mű, ráadásul csak 19. századi fordításai maradtak ránk, legelső fellelhető kiadása publikálása pedig csak két világháború közötti korszakban jelentek meg.

## Keletkezése
A Dzsagfar tarihi történészek által vitatott hitelességű forrás. Az orosz szöveget közreadó szerint a gyűjteményt eredeti formájában Baxşi İman (oroszul: Бахши Иман) állította össze Baskíriában 1680-ban, aki Dzsagfarnak, a volgai bolgár függetlenségi mozgalom vezetőjének a titkára volt.
A Dzsagfar tarihit publikáló Fargat Nurutdinov azt mondja, az eredeti mű bolgár-türk nyelven (a mai tatár nyelven) íródott, arab írásjelekkel. Számos krónikát tartalmaz, mindegyik eltérő stílusban íródott. Nurutdinov állítása szerint ezt az eredetit a késő 1930-as években fordította orosz nyelvre nagybátyja, Ibragim Muhammad-Karimovich Nigmatullin (1916–1941), aki mindezt azért tette, mert meg akarta menteni a gyűjteményt a KGB elődjétől, az NKVD elől, mely szervezet a régi bolgár, arab nyelven íródott dokumentumokat elpusztítani készült. Az eredeti kéziratot az NKVD ügynökei megsemmisítették, Nigmatullin eltűnt a második világháborúban, de a fordítását (apró betűkkel teleírt 15 jegyzetfüzetet) édesanyja megőrizte, majd végül átadta azt unokájának, Nurutdinovnak 1976-ban. Nurutdinovnak évek alatt sikerült lemásolnia és rendeznie a fordítás jó részét, 1980-ban levélben jelezte a szovjet tudományos akadémiának, hogy rendelkezik a szöveg egy változatával, és kérte, jelentessék meg azt, de elutasító választ kapott. Ezután nem sokkal jegyzeteit és néhány másolatot ismeretlen behatolók ellopták apja vidéki házából. Végül Nurutdinov maga publikálta a megmaradt szöveget a Szovjetunió széthullása után, 1993-ban.

## Tartalma
Nurutdinov szerint az ősi bolgár krónikák egyetlen olyan gyűjteménye, amely túlélte az elmúlt évszázadokat. Különböző szerzők krónikáit közli: “Gazi-Bardj Tarihi” (1229-1246) Gazi-Bardzstól, “Az igaz út, a bulgáriai sejkek istenfélő cselekedetei” (1483) Mohammed-Amintól, “Kazan Tarihi” (1551) Mohamedyar Bu-Ürgan tollából, “Gali Kitaby Sejk” (1605) Ish-Mohammed szerzeménye és még számos más szerző történelmi leírásai.

## Magyar vonatkozásai
A műnek számos magyar vonatkozása van, a magyarok és a felmenőiknek mondott népek fontos szereplői a Dzsagfar tarihiben leírt, több száz évet összefoglaló eseménysorozatnak.
A magyarokra vonatkozó legérdekesebb megállapítások:
A Dzsagfar tarihi szerint Almus (más forrásokból is igazolt, létező személy, későbbi volgai bolgár baltavar=kán, uralkodó) volgai bolgár herceg legidősebb fiát Arbatnak hívták – valamint Almus felmenői között sorolja fel Ugeket, akit az ük-ükapjának mond. Arbatról (bolgártörök nyelven: herceg) közli, hogy az anyja révén félig magyar volt. Arbat és Álmos a 880-as években együtt harcolnak besenyők és szlávok ellen, Arbat kisebb korai botlásától eltekintve sikerrel (Arbat nagybátyja kezei alatt nevelkedik, aki Almus nagybátyja és egyben ellenfele, Lachyn). Arbat nemsokára már kara(=fekete)-bolgárok és magyarok alkotta csapatok élén áll, egyfajta adószedő-rendfenntartó-fosztogató szerepkörben. Apja seregei szintén részben volgai bolgár és részben szláv hadtestekre épülnek, a kazárok és Lachyn ellen indulnak a legtöbbször. Azonban a további háborúzást ellenző, az ország gazdaságáért felelős erős volgai bolgár kereskedők csoportjának nyomása (biyek, vagy bojárok), másrészt a kazárok ajánlata (a volgai bolgár trónt biztosítanák neki cserébe) meggyőzik Arbatot, hogy lépjen fel apja ellen, vessen véget a folyamatos háborúskodásnak. Arbat folyamatos harcok után visszaszorítja apját Kievbe, ahol Almust nagyra becsült vendégként fogadják, mivel korábban főszerepet vállalt Kiev jelenlegi urainak trónra ültetésében, miután együtt elűzték Askold-ot és Dir-t. Már Almus apja, Djilki is vissza akarta foglalni Kijevet, mivel a várost a Volgai Bolgár birodalom részének tekintették (végül ez csak később Almusnak sikerült). Arbat azonban a győzelme után még mindig nem uralkodó, csupán az első számú várományos az éppen uralkodó Bat-Ugur Mumin halála esetén. Talán nem akar várni, vagy már mégsem akar a kazárokkal együttműködni (nem derül ki a DT-ből) de valami okból mégsem tör Volgai Bolgárország trónjára, ehelyett 3 magyar törzs és 3 kabar (kabar=lázadó) törzs élén a Kazár Birodalmat nyugat felé elhagyva Dulobába (nagyjából a mai Erdély, figyelemre érdemes a 'Dulo' név a terület nevében) települ, ahol megalapítja a mai Magyarország elődjét (valószínűleg eredetileg Nyugati Bolgár Kánság vagy Hercegség néven). Almus pedig néhány év múlva Volgai Bolgárországban lép trónra időközben elhunyt bátyja után és uralkodik 895-922-ig. Almus fiatalabbik fiaként, Arbat testvéreként nevezi meg Khasant (vitatott, hogy egyezhet-e Kurszánnal) aki évtizedekkel később majd Almust követi a VB trónon.
A műben körvonalazódó magyar őstörténet szerint a magyarok uralkodóháza (tehát nem a magyar nép) Arbat révén hun–volgai bolgár eredetű, Almis és Arbat a Dulo-dinasztia tagjai, mely család sarja volt Attila hun király is. Arbat magyar katonái eltörökösödött-elbolgárosodott északi népek – mai terminológiával élve finnugor eredetűek és nyelvűek – voltak (a "magyarok másik nyelve"). A magyarok nyelvének kérdésében magyarázatként említi a forrás, hogy "Avariában" (Mo. keleti része, eleinte főként Erdély) az érkező katonákat felmentő seregként fogadó helyi "avar-baskortokat" (baskort=baskír: önelnevezés, jelentése farkasfej) találnak, akik Arbatot nyomban elfogadják kánjuknak, mivel a "farangok" (frankok) zsigerelik őket, s tőle várnak védelmet. Az avar-baskortok, akiknek nyelve megőrizte a Kaukázus-vidékéről a Kárpát-medencébe kerülésük-kori (azaz az 5-600-as évekbeli) eredeti formáját, az utalások szerint Arbat magyarjainak "magyar" nyelvéhez képest az avar-baskortok egy korábbi magyar nyelvváltozatot beszéltek (lásd: László Gyula Kettős honfoglalás elmélete és/vagy onogurok). Részben értették csupán az újonnan érkezetteket, akiknek ősei sem éltek soha a Kárpát-medencében, mégis hasonló nyelven szóltak. Arbat magyarjainak nyelve a törökös környezetben, az avarok bejövetele óta jelentősen megváltozhatott, nem beszélve a magyarul sohasem beszélt kara-bolgár katonákról. Az avar-baskortok segítettek birtokba venni a területet és lányaik is jelentős számban váltak a magyar-bolgár csapatok hitveseivé (egy 895-ös besenyő támadáskor a magyarok etelközi szálláshelyeit – feltehetőleg feleségeik nagy részével együtt – elpusztították). A Dzsagfar tarihi szerint Arbat katonáinak szinte újra kellett tanulniuk az "eredeti magyar" nyelvet. A következő generáció azonban – főként helyi anyáik révén – már túlnyomó többségben ezen az "eredeti(hez közelebb álló) magyar" nyelven beszélt.
A fentieken kívül számos esemény kapcsán ejt szót magyarokról a forrás, s az ismert történelmi események a tudomány által más forrásból nem ismert, nem megerősíthető ok-okozati összefüggéseire is rávilágít.

## Hitelessége ellen
Nincsenek meg az eredeti krónikák, illetve azok XIX. századi fordításai. Továbbá nincs meg az 1920-as, 1930-as években készült orosz fordítás sem. Jelenleg számos kutató (Ju. Samiloglu, Omeljan Pritsak, Sz. Cviklinszki, V. Snirelman, D. Iszhakov, I. Izmailov) a művet a XX. század második felében készült hamisítványnak tartja.
Egyes szakértők szerint a mű már ismert tények és kitalációk keveréke. Más kritikusai szerint a művet abból a célból hamisították, hogy a volgai tatár nacionalizmus alapköveként a műre hivatkozva próbálják igazolni a volgai tatárok ősi származását, és éles különállását a krími tatároktól és más tatár népcsoportoktól. Más szakértők szerint a Dzsagfar tarihit a KGB elődje, az NKVD sok munkaóra árán történészekkel az 1930-as években hozatta létre vagy hamisíttatta meg az eredeti dokumentumot, hogy ellenségeskedést szítson a leírásban szereplő egyes, a Szovjetunió érdekszférájába eső türk népek között.
A szöveg néhány olyan történelmi személyről és eseményről is említést tesz, melyek nem igazolhatóak más forrásokból. Például hivatkozik két 7. századi kazár uralkodóra, név szerint Kalgára és Kabanra, akiknek neve nem szerepel sem a al-Tabari, sem a Schechter-levélben, vagy a Kazár tudósítóban sem, illetve bármely más jelenleg ismert dokumentumban. Ezen kívül kapcsolatba hozza a bolgárokat olyan államokkal, melyeket Nurutdinov úgy interpretál, mint Trója, Sumer és Amerika.

## Hitelessége mellett
A forrás hitelességét az előkerülése után végzett régészeti ásatások utólagos értelmezésével próbálják igazolni. N. Kh. Khalitov bolgár történész szerint az utóbbi idők régészeti felfedezései megerősítik a Dzsagfar tarihiben leírtak vonatkozó részeit.
Bolgar városában megtalált mecset ásatásainak eredményei egybevágnak a DT állításaival – a DT által említett időben valóban átépítették a templomot, melyről addig nem tudtak. Zlata Lvova, neves orosz régész Kazan és Sarkel egykori városok helyszínén végzett feltárásai végeztével 2001-ben igazoltnak találta a DT-ben leírtakat a két városról.
Hitelessége mellett szólhat rendkívüli komplexitása és az, hogy minden krónika eltérő stílusban íródott. Ugyanakkor nem mindenki számára érthető, mi szükség lehetett a türk népek szembeállításához teljes magyar őstörténetet is kreálni, csupán 'álcázásként', mellesleg pontosat, és miért kellett minden más, a forrásban szereplő nép történelmét is leírni – sokak szerint – 'kitalálhatatlan' bonyolultsággal és életszerűséggel akár több száz évet átölelő összefüggések terén is.
R. Kh. Baryev bolgár történészprofesszor véleménye szerint a Dzsagfar tarihi által leírt események pontosan illeszkednek az ismert tények sorába, sőt azokat teljesebben ismerteti, nem mond ellent az ismert hiteles forrásoknak, és olyan további részletekkel szolgál az ismert eseményekről, amelyek logikussá és összefüggővé, érthetővé, megmagyarázhatóvá teszik a bolgárok egyes történelmi eseményeinek kapcsolatát.